# 立待岬

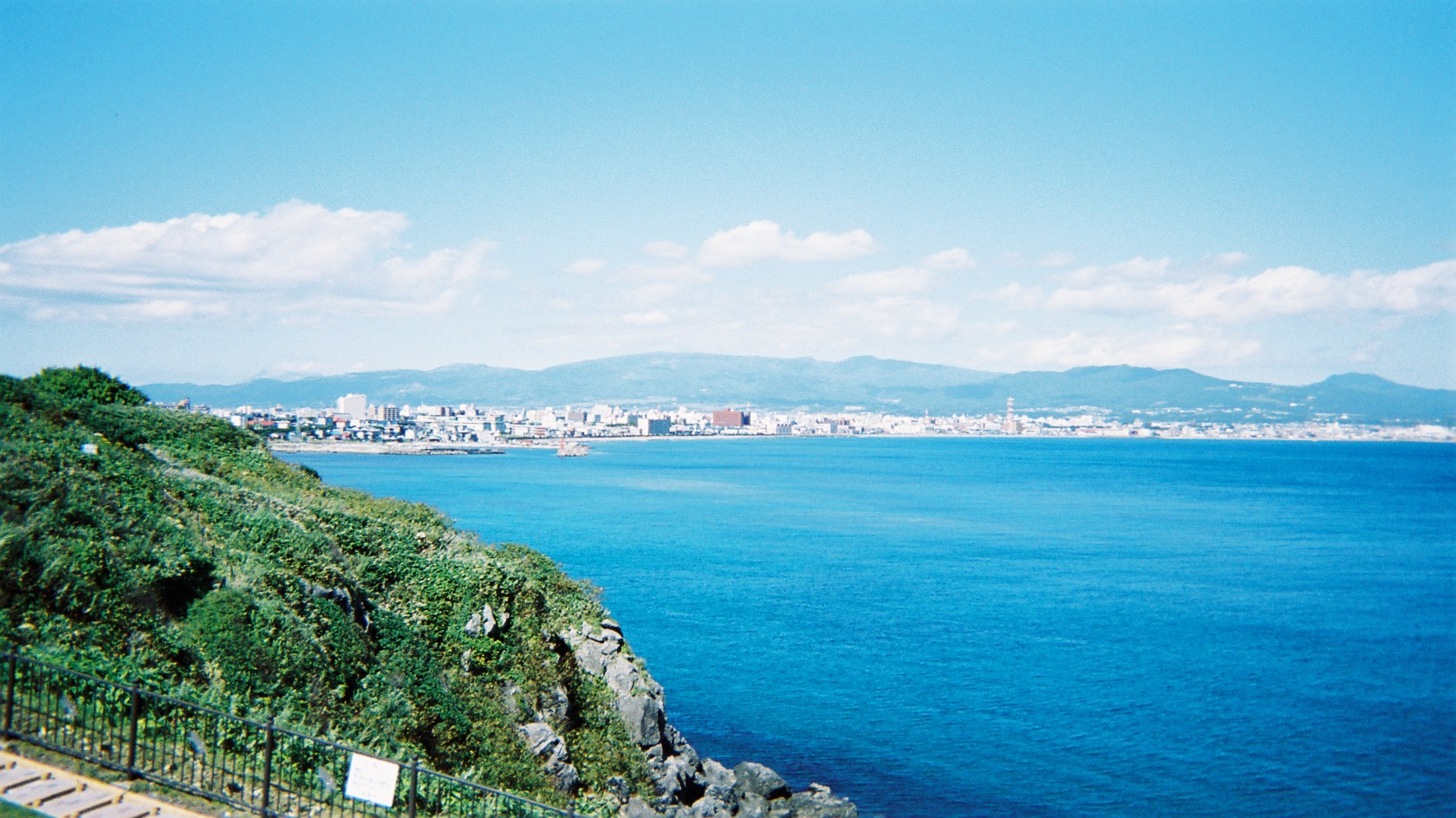
从立待岬眺望函馆市（2003年9月）

立待岬（日语：／ Tachimachi-misaki）是位于北海道函館市住吉町、面朝津轻海峡的一个海角。
立待岬位于函館山东南部，由于地处津轻海峡岸边的断崖上，所以视野开阔，天气良好时可以看到下北半島，晚上可以看到津轻海峡上捕捉鱿鱼的渔船的灯光。海角附近有與謝野鐵幹、與謝野晶子的歌碑，是函馆的旅游景点。

## 石川啄木一族之墓
通往海角的道路宽度仅够一辆车通行。徒步的游客可以从函馆市营电车谷地頭停留場下车，登山约20分钟到达海角，途中会经过一处墓地，为石川啄木及其家族之墓。啄木在北海道近两年的流浪生活始于函馆的青柳町，其墓地建在他生前喜欢的面朝大森滨的地方，由他的朋友宫崎郁雨等人所建，俯瞰着拓北最喜欢的海滩大森海滩，在他的左边。墓碑上刻有歌集《一握之砂》（一握の砂）中收录的词句“东海小岛的礁石的白沙上／我泪水涟涟／与螃蟹嬉戏”（東海の小島の礒の白砂に／われ泣きぬれて／蟹とたはむる）。墓旁还立有宫崎郁雨和砂山影二的歌碑。

## 画廊

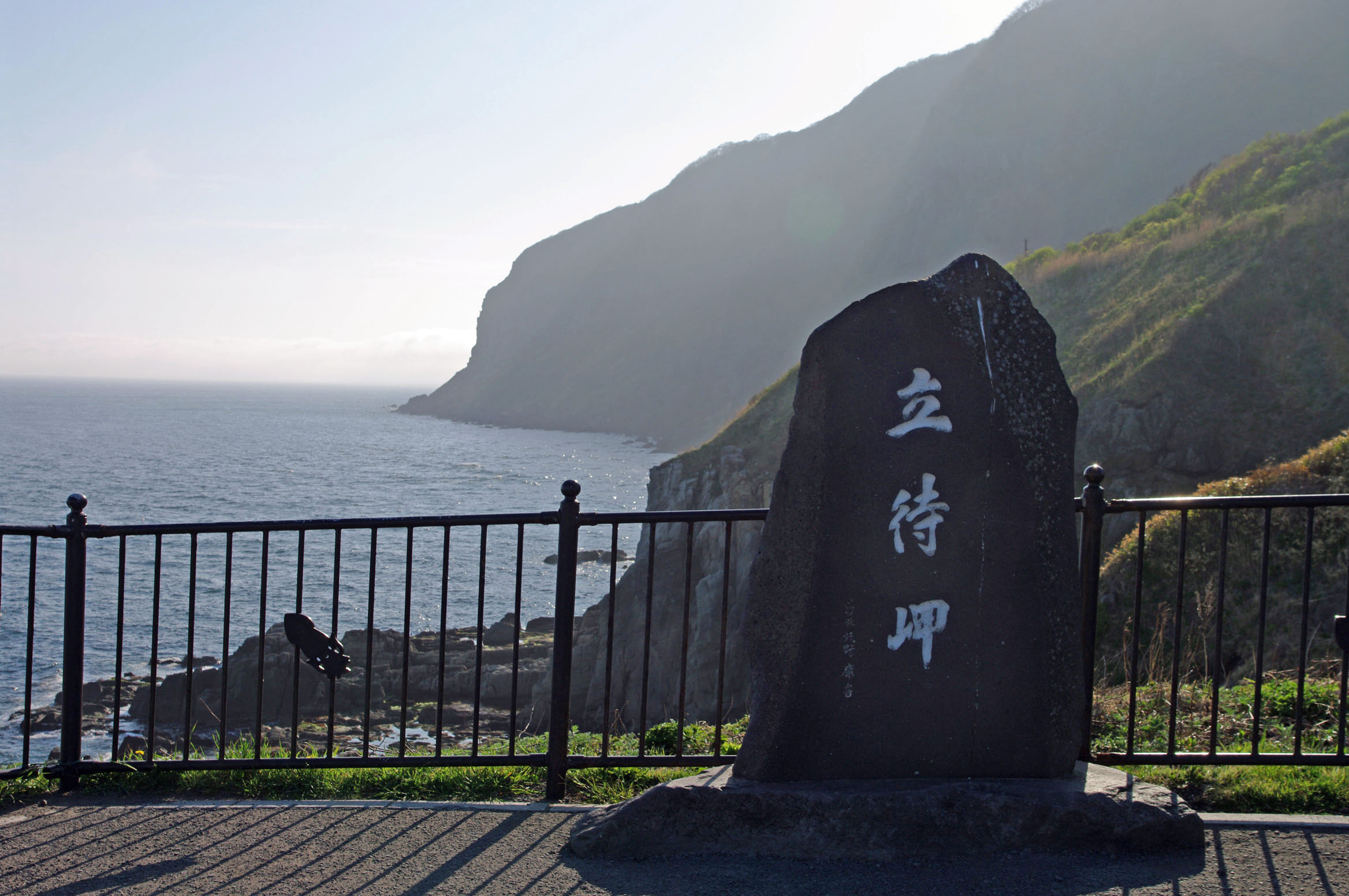
立待岬之碑
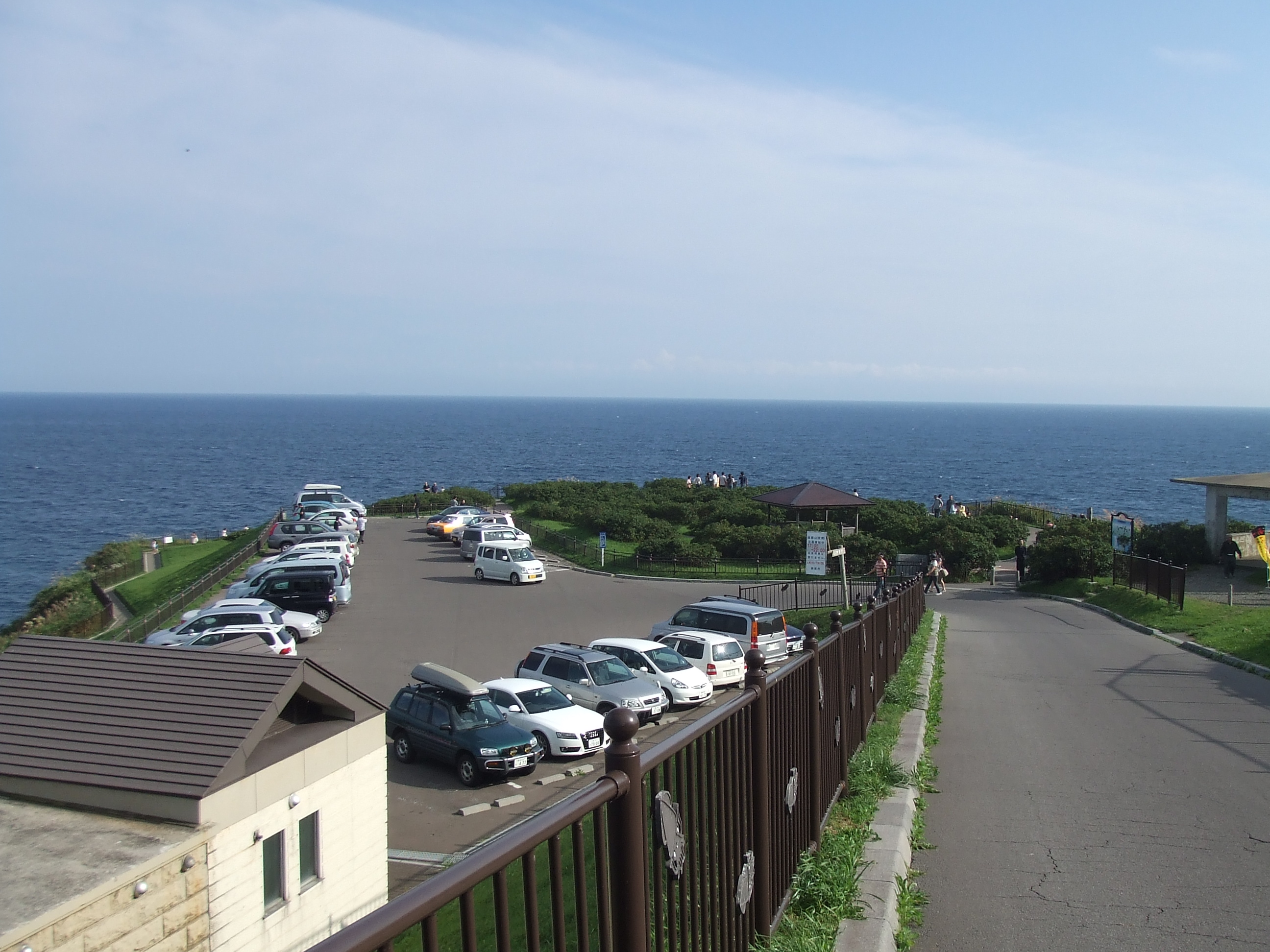
立待岬（2008年9月）
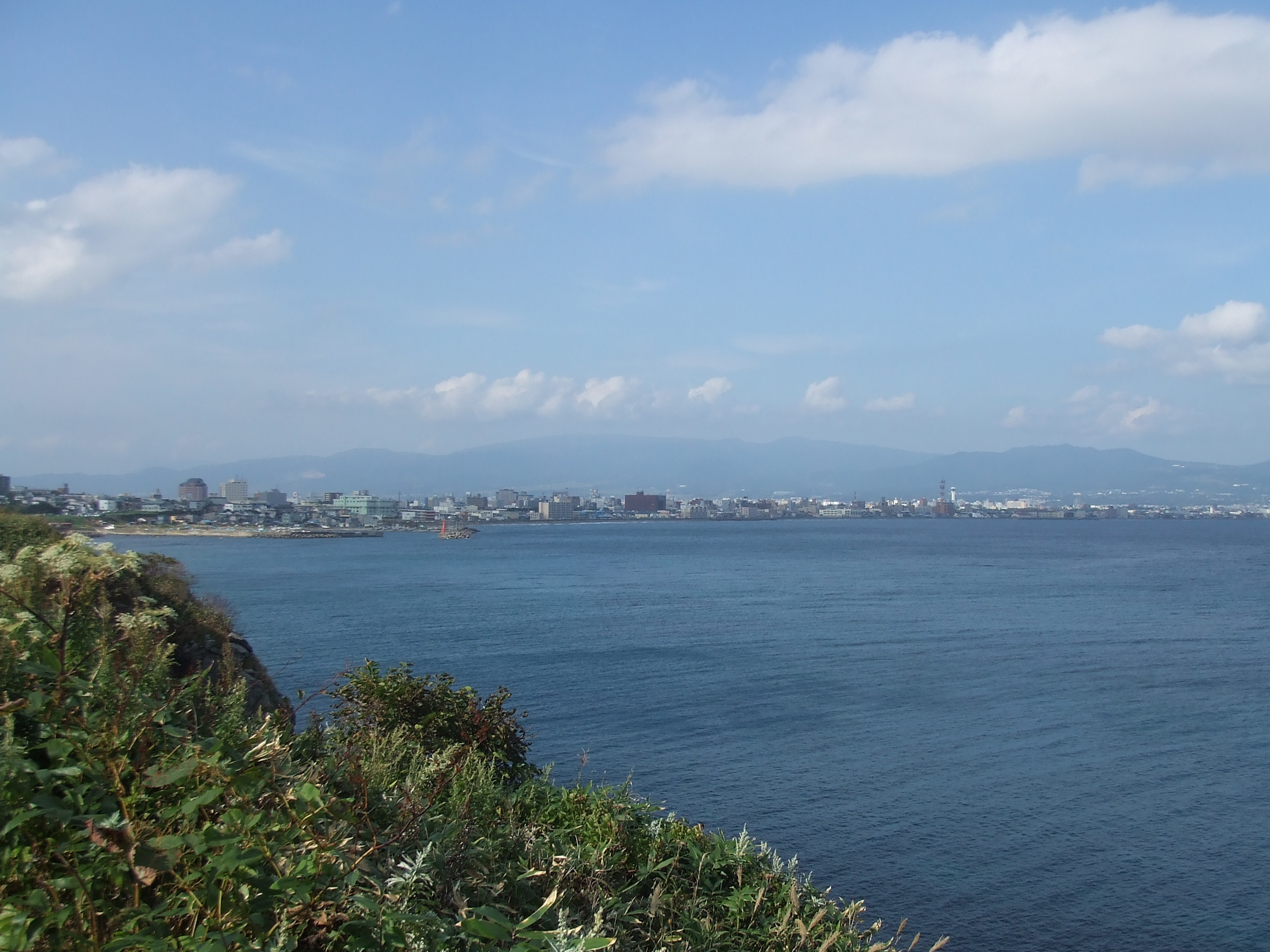
从立待岬眺望函馆市区（2008年9月）
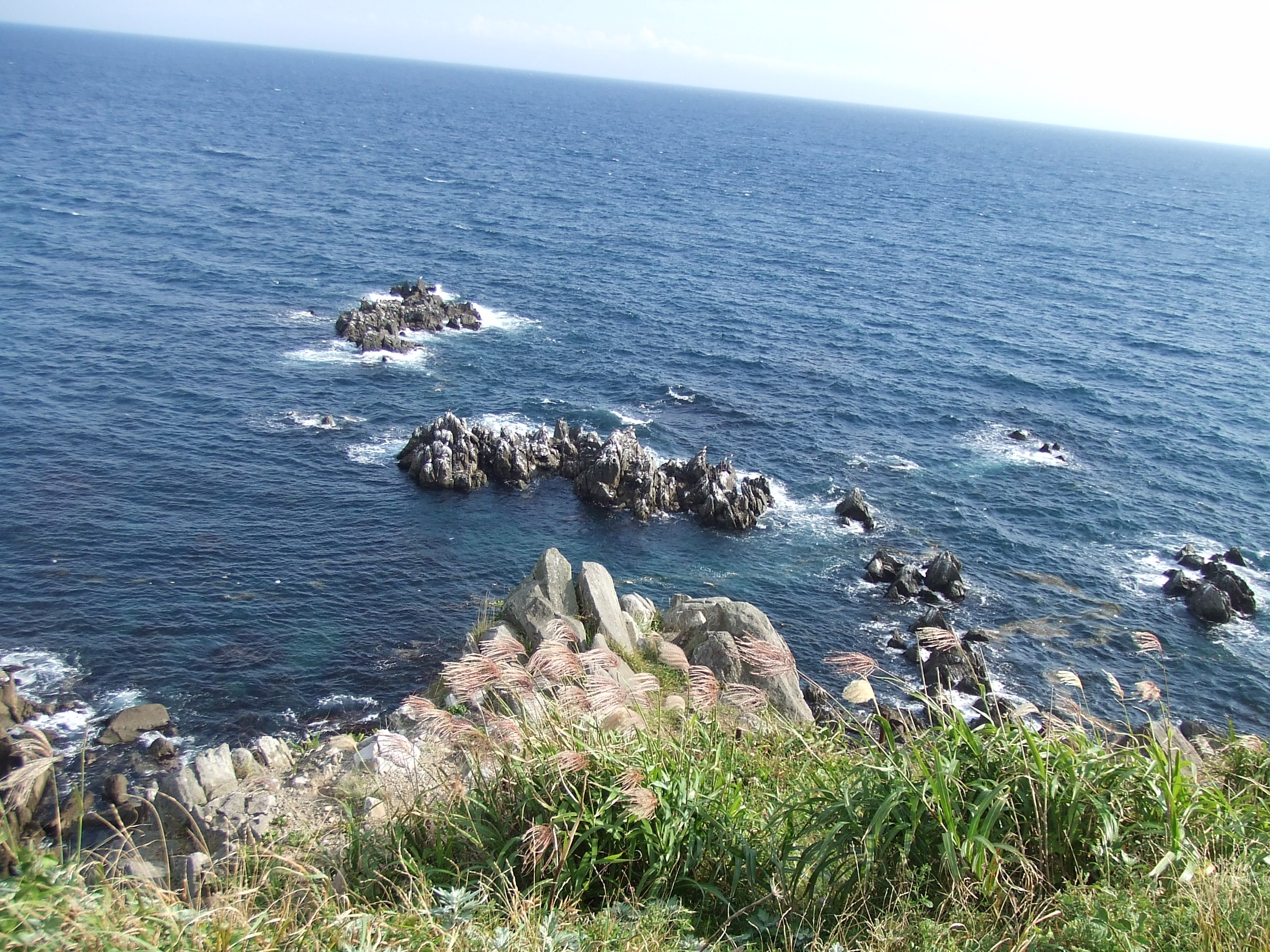
从立待岬远眺海面（2008年9月）
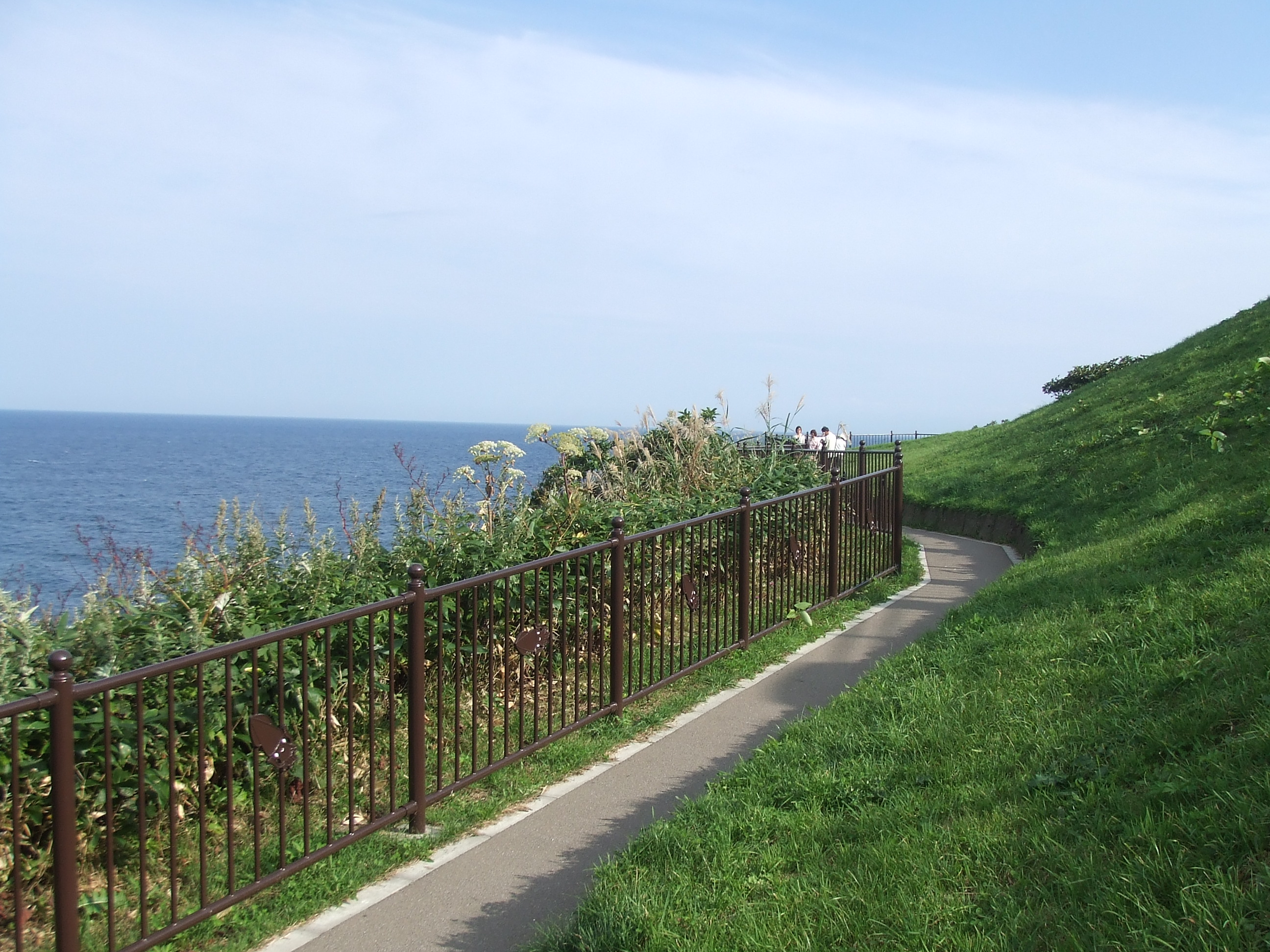
海边步道（2008年9月）
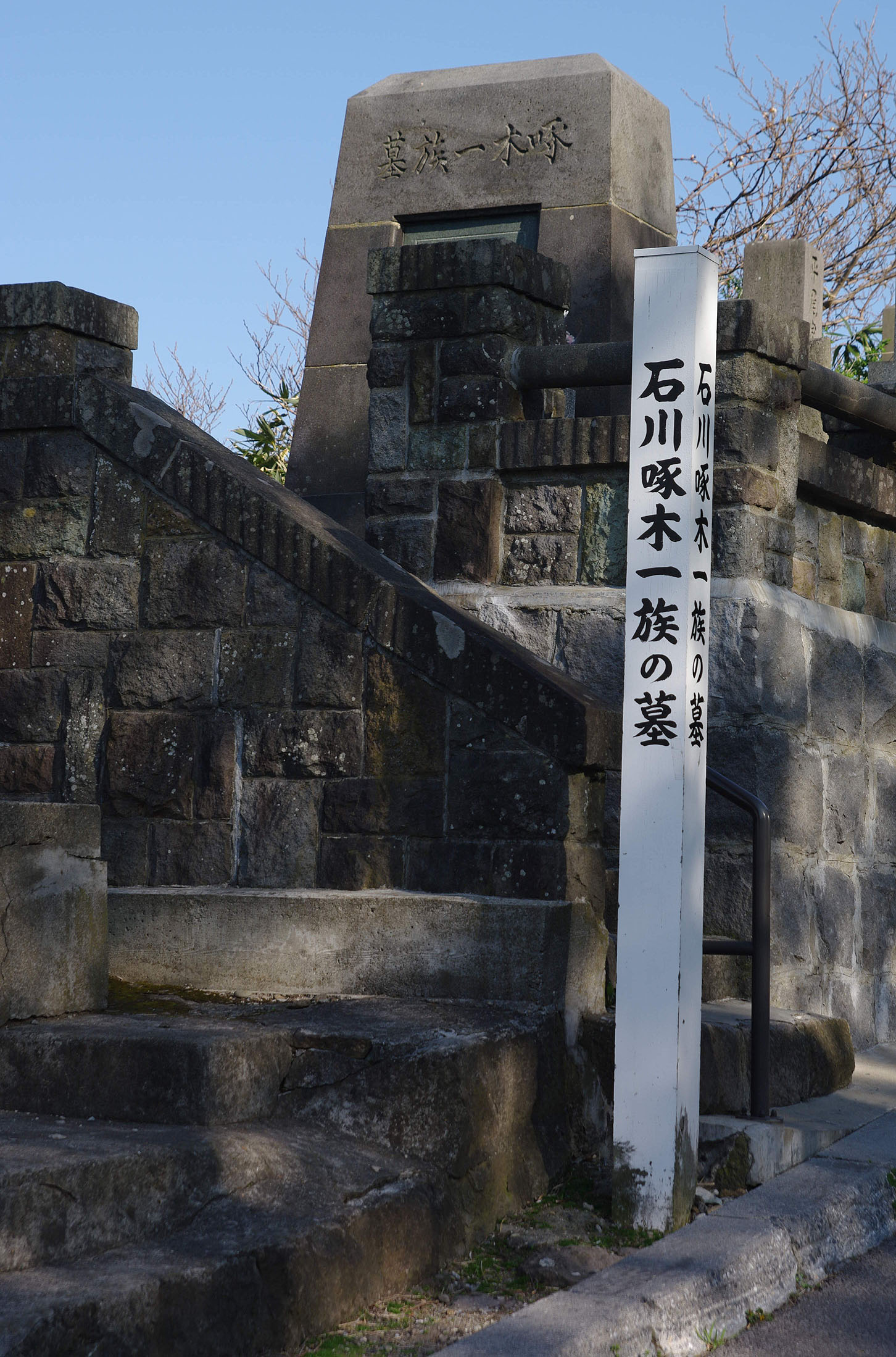
石川啄木一族之墓
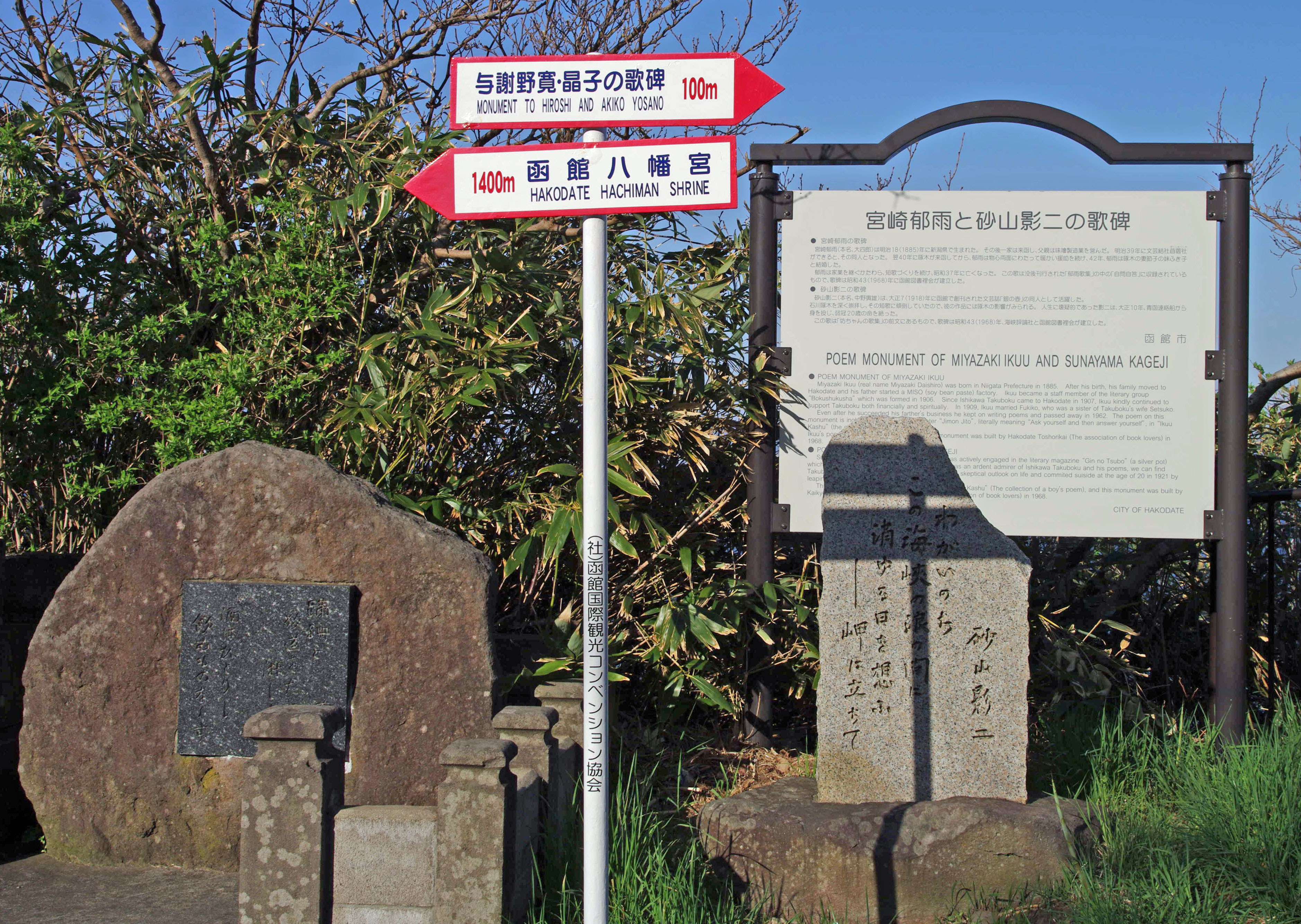
宮崎郁雨、砂山影二歌碑
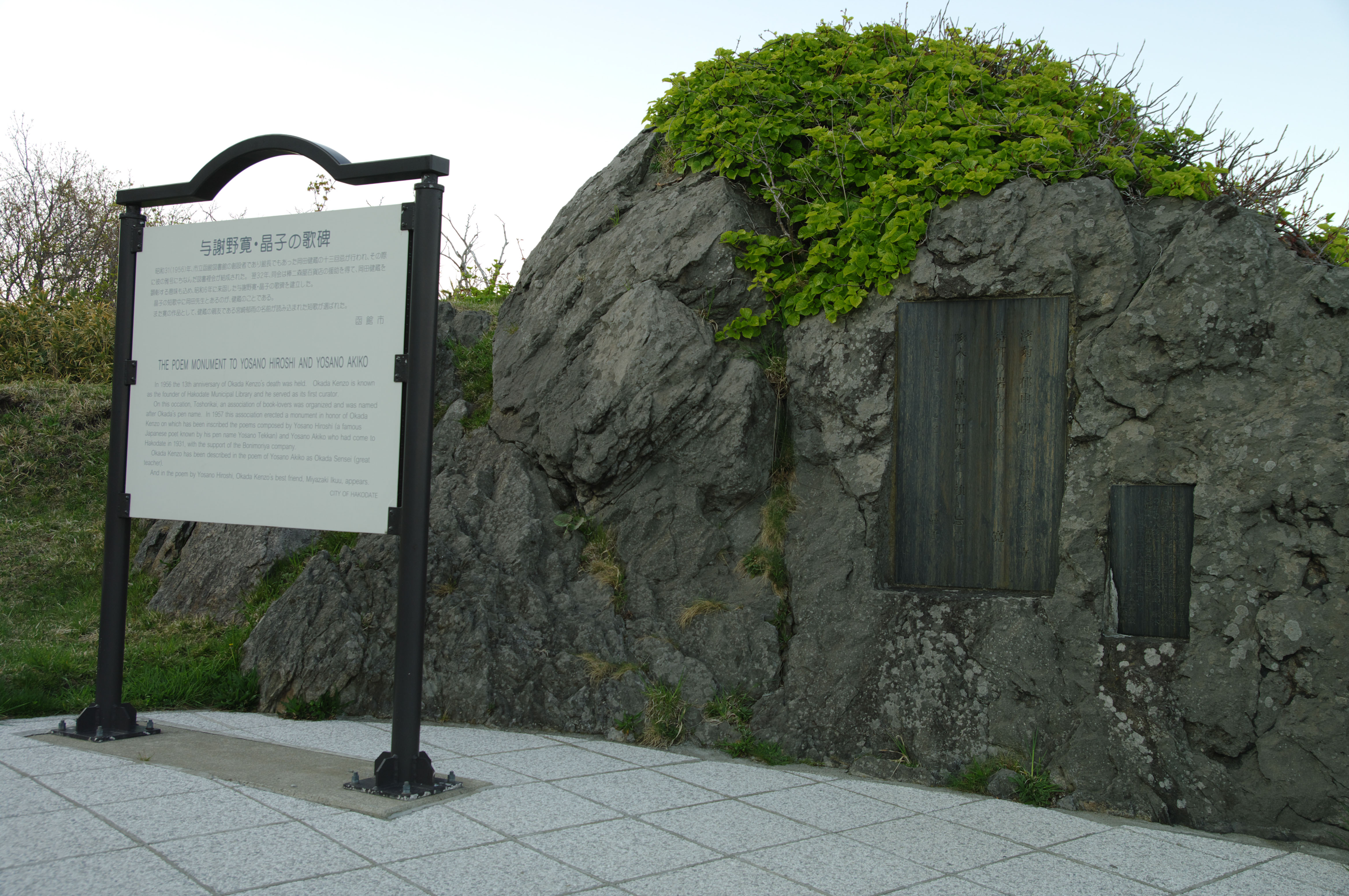
与謝野寛・晶子歌碑

## 交通
- 函館市企業局交通部市营电车2号线谷地頭站下车步行20分钟
- 夜间和冬季禁止车辆通行